# Haplosyllis cratericola
Haplosyllis cratericola är en ringmaskart som först beskrevs av Buzhinskaja 1980.  Haplosyllis cratericola ingår i släktet Haplosyllis och familjen Syllidae. Inga underarter finns listade i Catalogue of Life.